# Theodor Plievier
Theodor Otto Richard Plievier (ur. 12 lutego 1892 w Berlinie, zm. 12 marca 1955 w Avegno) – niemiecki anarchista i pisarz, znany z trylogii opisującej zmagania na froncie wschodnim: "Stalingrad", "Moskwa" i "Berlin".

## Życiorys
Wychował się w Berlinie. Gdy ukończył 16 lat rozpoczął naukę jako sztukator. Po sporze rodzinnym opuścił dom i przewędrował Niemcy, Austro-Węgry i Holandię. Po powrocie do kraju zaciągnął się jako marynarz do floty handlowej. W 1910 przebywał w Południowej Ameryce, a do 1913 pracował w kopalni saletry w Chile.
Gdy w 1914 wrócił do Hamburga, to został schwytany przez policję po udziale w bójce w knajpie portowej i przymusowo wcielony do marynarki wojennej. Służył na krążowniku pomocniczym SMS „Wolf”. W listopadzie 1918 przyłączył się do rewolucjonistów w Wilhelmshaven i powstania marynarzy w Kilonii.
Po wojnie włączył się w ruch anarchistyczny. W 1920 ożenił się z aktorką Marią Stoz. Mieli troje dzieci: córkę i dwóch synów. Córka i jeden z synów zmarli w czasach hiperinflacji, gdy Plievier z rodziną zmagali się z biedą.
Do 1924 pracował dorywczo jako robotnik sezonowy i także jako marynarz. Potem jako dziennikarz, tłumacz i pisarz. Przebywał ponownie w Południowej Ameryce. Działał jako poganiacz bydła i sekretarz niemieckiego wicekonsula w Pisagua.
Po powrocie do Niemiec, po rozwodzie ożenił się po raz drugi z aktorką Hildegardą Piscator. W 1929 zadebiutował swoją pierwszą powieścią "Des Kaisers Kulis". Powieść została zaadaptowana na deski teatru. Opisywała warunki życia marynarzy na statkach cesarskiej floty. Po przejęciu władzy przez nazistów znalazła się na indeksie.
W 1933 Plivier zmienił nazwisko na "Plievier" i uciekł do ZSRR. Po przejeździe przez Pragę, Zurych, Paryż i Oslo znalazł się w Moskwie. Udzielał się w życiu kulturalnym sowieckiego państwa. W 1941 roku wraz z innymi niemieckimi imigrantami został ewakuowany do Taszkentu. Zaznajomił się z pisarzem Johannesem Becherem. We wrześniu 1943 roku został przyjęty do Narodowego Komitetu Wolne Niemcy.
W 1945 ukazała się jego dokumentacyjna powieść "Stalingrad". Była to pierwsza książka, która szczegółowo informowała niemieckiego czytelnika o klęsce 6 Armii pod Stalingradem. Przyniosła Plievierowi literackie uznanie. W tym czasie przybył do Niemiec wraz z Armią Czerwoną, pełniąc funkcje administracyjne. Zajmował się sprawami wydawniczymi i kulturalnymi.
W 1948 zrażony do komunizmu uciekł do brytyjskiej strefy okupacyjnej w zachodnich Niemczech. Swój odwrót od komunistycznych idei zawarł w przemówieniu: "Einige Bemerkungen über die Bedeutung der Freiheit" (Kilka uwag o znaczeniu wolności). Zamieszkał w Hamburgu i ożenił się po raz trzeci z Margarete Grote. Potem przeniósł się do Wallhausen k. Konstancji. Potem osiedlił się w Avegno w Szwajcarii.